# Майкъл Кени
Майкъл Кени е концертен кийбордист на британската хевиметъл група Айрън Мейдън, както и бас техник на Стив Харис. Той участва в записите на студийните албуми „No Prayer for the Dying“, „Fear of the Dark“, „The X Factor“, „Virtual XI“, концертните „Live at Donington“, „A Real Live One“, „A Real Dead One“, „Rock in Rio“, „Death on the Road“ и DVD-тата „Maiden England“, „Donington“, „Rock in Rio“ и „Death on the Road“. В първото видео на групата „Women in Uniform“ Кени носи маската на Еди. Той участва като гост и във видеото на „Route 666“ на групата The Iron Maidens от албума им „World's Only Female Tribute to Iron Maiden“.